# Haus Ouren

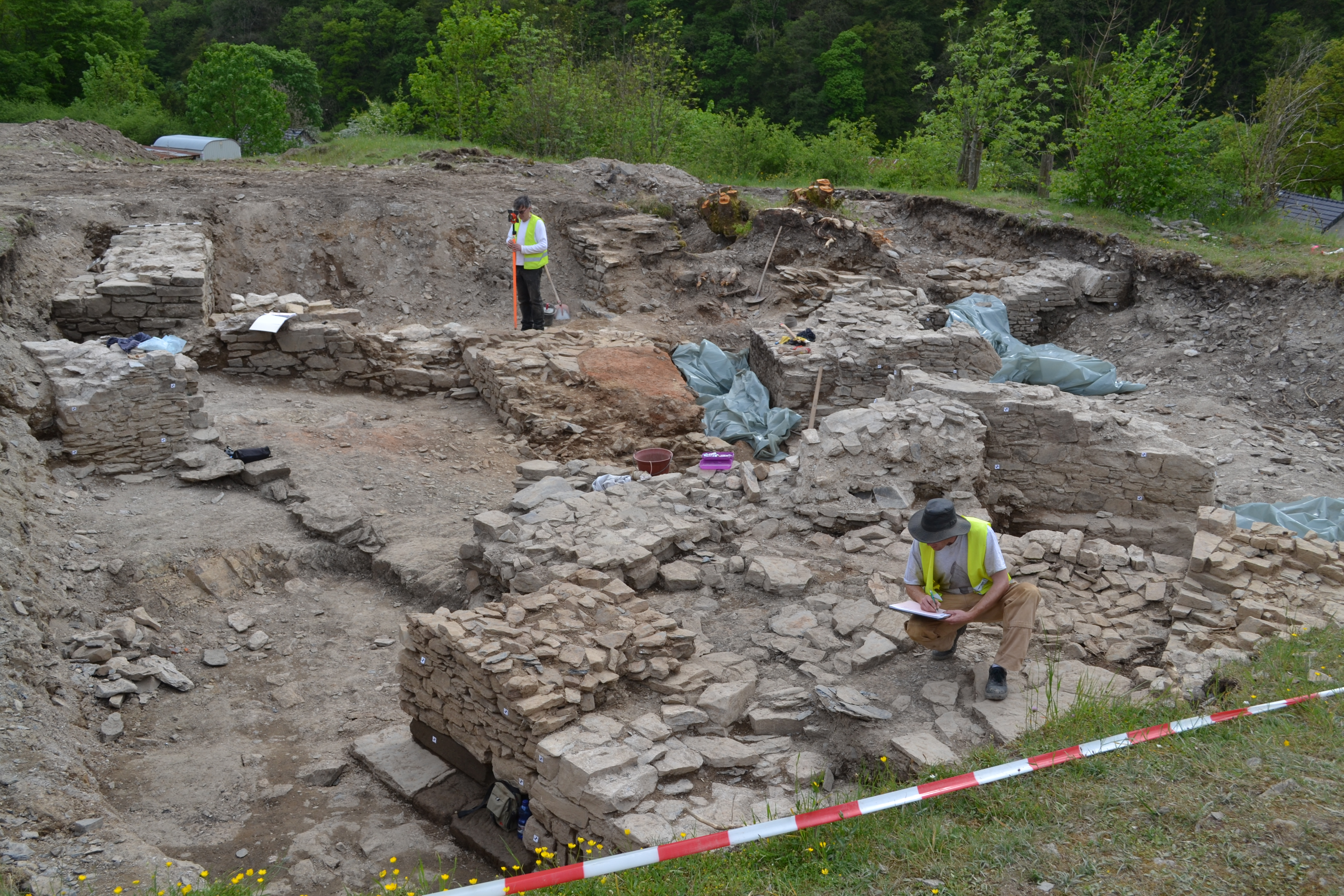
Ausgrabungen in den Ruinen der Burg Ouren, dem Stammsitz des Hauses Ouren.

Das Haus Ouren war ein deutsches Adelsgeschlecht in der Eifel. Stammsitz der Herren von Ouren war die Burg Ouren im heutigen Ostbelgien.

## Haus Ouren
Das Geschlecht der edelfreien Herren von Ouren ist bereits ab dem 11. Jahrhundert greifbar. 1095 wird mit Rycardis de Hunrin erstmals ein Mitglied des Hauses Ouren urkundlich erwähnt. Im Jahr 1136 wird mit der Erwähnung von Cono de Ore ein weiters Mitglied des Geschlechts einer Urkunde der Abtei Prüm fassbar. 1164–1167 ist Alexander von Orle Bischof von Lüttich, der möglicherweise ebenfalls dem Haus Ouren zuzuordnen ist. 1171 wird Cuno de Hure als Zeuge in einer Urkunde des Prümmer Abtes Robert von Kleve aufgeführt. Weitere Erwähnungen des Hauses Ouren finden sich zwischen 1169 und 1183 mit Cuno und Arnulf von Ure in Urkunden des Trierer Bischofs Arnold.
1214 zählt Ägidius von Ouren zu den Vasallen von Walram IV. von Limburg. 1236 wird Cono de Urre als Vasall der Luxemburger Gräfin Ermesinde erwähnt. Für das Jahr 1263 ist eine Schenkung Heinrichs von Ouren an das Kloster Himmerod überliefert.

## Ouren-Malberg

Wappen der Herren von Ouren aus dem Haus Malberg.

Nach dem Aussterben der männlichen Erblinie fällt Burg und Herrschaft 1365 durch die Vermählung von Elisabeth von Ouren mit Wilhelm von Malberg an das Haus Malberg. Burg und Herrschaft Ouren blieben bis 1517 im alleinigen Besitz des Hauses Malberg.

## Ouren-Malberg-Giltlingen
Aufgrund der Vermählung von Katharina von Malberg mit Philipp von Giltlingen (in anderer Schreibweise auch von Gültlingen) wurde Burg und Herrschaft zwischen den Häusern Malberg und Giltlingen geteilt. Die von Gültlingen stammten aus dem Nordschwarzwald aus der Gegend des heutigen Landkreises Calw. Der Titel des Herrn von Ouren scheint aber in beiden Häusern geführt worden zu sein. So führt zum einen nach dessen Hochzeit Philipp von Giltlingen 1517 und 1533 den Titel, zum anderen wird 1519 auch Heinrich von Malberg als Herr von Ouren erwähnt. Ein Enkel Philipps, Balduin von Giltlingen, ist mit Margareta von Ouren liiert. Er teilt sich den Besitz jedoch mit Wilhelm von Malberg. 1608 und 1630 wird Martin von Giltlingen als Herr von Ouren geführt. Er ist mit Margareta von Ouren vermählt. Die Herrschaft wird 1614 gerichtlich angefochten, da auch Gerhard von der Horst, der seit 1583 mit der Tochter Gerhards von Malbergs vermählt ist, Anspruch auf den Titel erhebt. Als Folge führen Gerhard und dessen gleichnamiger Sohn den Titel des Herrn von Ouren ebenfalls. 1645 werden auch die Brüder Maximilian, Franz-Philipp, Gerhard und Karl von der Horst als Herren von Ouren genannt.

## Ouren, Tavigny, Limbach und Feilen
Im 17. Jahrhundert kommen Burg und Herrschaft in den Besitz einer Familie von Ouren, die sich als Herren von Ouren, Tavigny, Limbach und Feilen nennt. So wird 1643 Johan Karl von Ouren († 1676) als Herr von Ouren genannt.

## Ouren-Dobbelstein

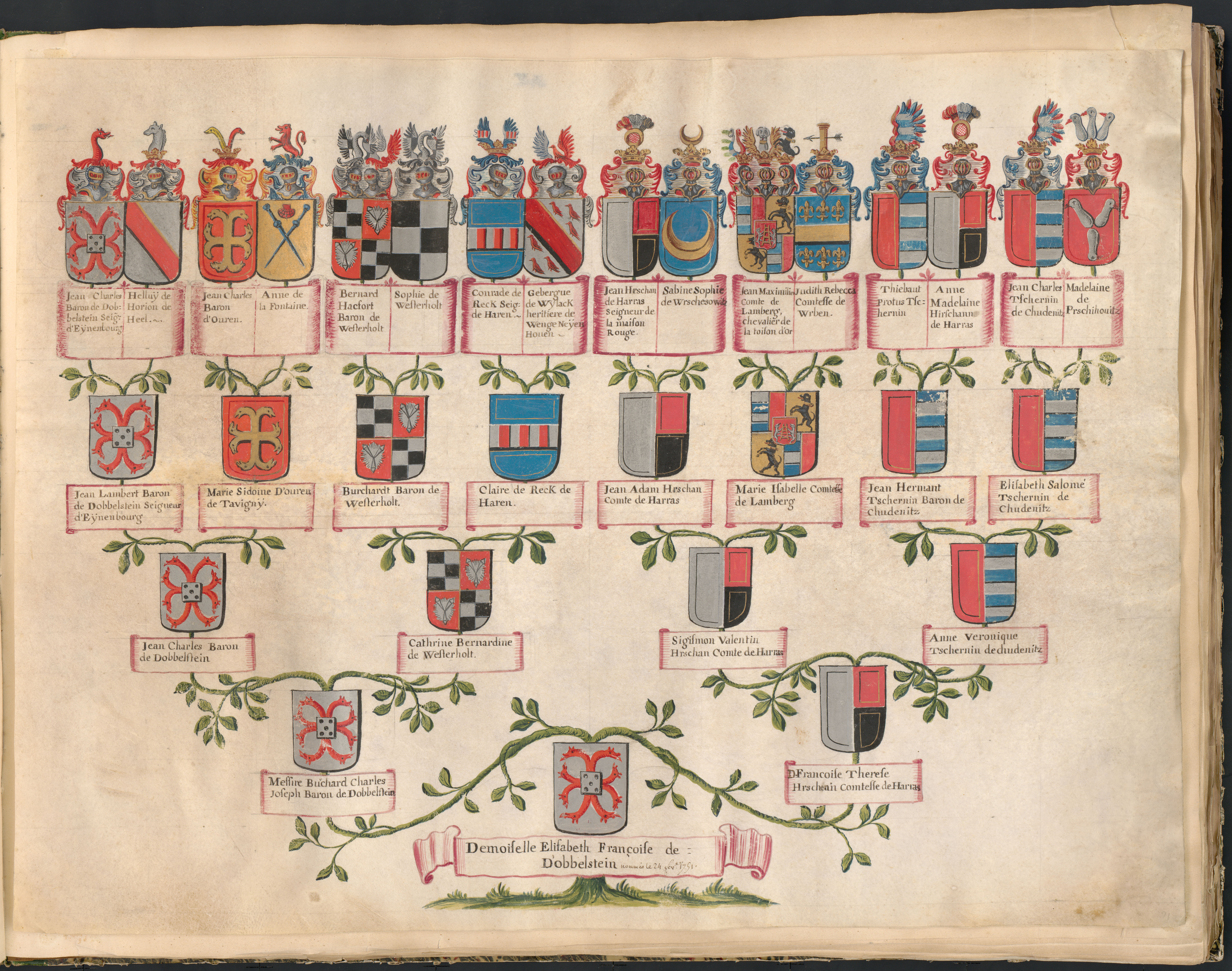
Stammbaum von Elisabeth Françoise de Dobbelstein

Mit der Vermählung von Maria Sidonie von Ouren (* 1643) mit Johann Lambert von Dobbelstein wird der Besitz erneut geteilt. Nach dem Tod Veronikas von Ouren, der Witwe Johann Franz Ignaz von Ourens, fällt Burg und Herrschaft nach 1733 gänzlich an das Haus Dobbelstein. Mit Karl August von Dobbelstein stirbt auch diese Linie aus.